# 朱啟 (清朝)
朱啟，直隶保安人，清朝政治人物。举人出身。
乾隆五十三年（1788年），擔任清朝廣州府新安縣知縣。后由陳寅接任。